# シンシナティ・キッド
『シンシナティ・キッド』（原題：The Cincinnati Kid）は、1965年制作のアメリカ合衆国の映画。リチャード・ジェサップ原作の小説の映画化。ノーマン・ジュイソン監督、スティーブ・マックイーン主演。

## あらすじ
ニューオーリンズの町に、その世界で30年も君臨するポーカー・プレイヤーの大物“ザ・マン”ことランシー・ハワードがやって来た。
ポーカーの若手の名手であるシンシナティ・キッドことエリック・ストーナーは、いつかランシーと手合わせをと考えていた。キッドは早速この社会の長老格シューターにその機会を頼んだ。シューターはキッドの自信過剰をたしなめたが、キッドは聞かなかった。大勝負が決まった事を知ったキッドの恋人クリスチャンは、足手まといになる事を恐れて田舎の実家に帰って行った。
ランシーやシューターと勝負する大富豪のスレイド。ボロ負けしてプライドが傷ついたスレイドはシューターを呼び出し、キッドとランシーの勝負の際にイカサマをしてキッドを勝たせるよう命じた。正直者としての誇りはあったが、スレイドに借金があるため逆らえないシューター。
ランシーとの対戦に、わざと遅れて現れるキッド。6人で始まったスタッド・ポーカーは一進一退で進んだが、優勢に見えた参加者たちは大金を投じた末に次々と脱落して行った。日付が変わり、休憩時間にシューターを問い詰めるキッド。キッドはシューターのイカサマに気づいていたのだ。イカサマ抜きで勝てると宣言されて降りるシューター。勝負はランシーとキッドの一騎打ちとなった。
仮眠中にキッドのベッドに潜り込むシューターの情婦メルバ。だが、二人で部屋にいるところにクリスチャンが入って来てしまった。そこからツキを失い、最終局面で負けるキッド。逃げるように会場を後にしたキッドは、いつもコイン投げで負かしている靴磨きの少年にすら負けてからかわれた。しかし、通りの先には、キッドを待つクリスチャンの姿があった。

## キャスト
| 役名                                      | 俳優                                | 日本語吹替                     | 日本語吹替                           |
| 役名                                      | 俳優                                | NETテレビ版                    | フジテレビ版                         |
| ----------------------------------------- | ----------------------------------- | ------------------------------ | ------------------------------------ |
| エリック・ストーナー/シンシナティ・キッド | スティーブ・マックイーン            | 内海賢二                       | 宮部昭夫                             |
| ランシー・ハワード                        | エドワード・G・ロビンソン           | 富田耕生                       | 富田耕生                             |
| メルバ                                    | アン＝マーグレット                  | 池田昌子                       | 鈴木弘子                             |
| シューター                                | カール・マルデン                    | 島宇志夫                       | 島宇志夫                             |
| クリスチャン                              | チューズデイ・ウェルド              | 増山江威子                     | 三浦真弓                             |
| レディ・フィンガーズ                      | ジョーン・ブロンデル                |                                |                                      |
| スレイド                                  | リップ・トーン                      |                                | 前田昌明                             |
| ホーバン                                  | ジェフ・コーリー                    |                                | 村越伊知郎                           |
| ピッグ                                    | ジャック・ウェストン                |                                | 増岡弘                               |
| イェラー                                  | キャブ・キャロウェイ                |                                | 緑川稔                               |
| ダニー                                    | ロン・ソブル                        |                                | 青野武                               |
| フィリー                                  | ロバート・ドクィ （クレジットなし） |                                |                                      |
|                                           |                                     |                                |                                      |
| 演出                                      | 演出                                |                                | 高桑慎一郎                           |
| 翻訳                                      | 翻訳                                |                                | 山田実                               |
| 効果                                      |                                     |                                |                                      |
| 調整                                      |                                     |                                |                                      |
| 制作                                      | 制作                                |                                | 千代田プロダクション                 |
| 解説                                      | 解説                                | 淀川長治                       | 高島忠夫                             |
| 初回放送                                  | 初回放送                            | 1973年8月26日 『日曜洋画劇場』 | 1978年5月19日 『ゴールデン洋画劇場』 |

※フジテレビ版はDVD収録

## その他
- 日本での劇場公開時、テレビ放送、VHS発売されたものと、現在発売中のDVDではエンディングが異なる[1]。

## 評価
- 第37回ナショナル・ボード・オブ・レビュー賞 助演女優賞受賞（ジョーン・ブロンデル）[2]
- 第23回ゴールデングローブ賞助演女優賞ノミネート（ジョーン・ブロンデル）[3]